# Niemiecka Akademia Języka i Literatury
Niemiecka Akademia Języka i Literatury (niem. Deutsche Akademie für Sprache und Dichtung, DASD) – stowarzyszenie pisarzy i uczonych, których zadaniem jest reprezentowanie i promowanie niemieckiej literatury i języka.
Akademia założona została 28 sierpnia 1949 roku w kościele św. Pawła we Frankfurcie nad Menem, z okazji 200. rocznicy urodzin niemieckiego poety Johanna Wolfganga von Goethego. Od roku 1951 swoją siedzibę ma w mieście Darmstadt. Akademia ta jest szerzej znana m.in. dzięki przyznawanej co roku nagrodzie im. Georga Büchnera.

## Organizacja
Akademia jest zarejestrowaną organizacją pożytku publicznego, finansowaną w około 90% ze środków publicznych. W styczniu 2016 r. należało do niej około 190 członków, publikujących w języku niemieckim i reprezentujących najróżniejsze obszary twórczości literackiej i naukowej, m.in. poeci, dramaturdzy, eseiści, tłumacze, historycy, filozofowie i in. Wśród nich są, względnie byli, także Polacy: Zbigniew Herbert, Józef Wittlin, Adam Zagajewski oraz Leszek Żyliński.
Organami Niemieckiej Akademii Języka i Literatury są:
- Walne Zgromadzenie, które decyduje o doborze nowych członków
- Prezydium
- Rada Nadzorcza

Dotychczasowi prezydenci Akademii:
- 1950–1952 Rudolf Pechel(inne języki)
- 1952–1953 Bruno Snell(inne języki)
- 1953–1963 Hermann Kasack(inne języki)
- 1963–1966 Hanns Wilhelm Eppelsheimer(inne języki)
- 1966–1972 Gerhard Storz(inne języki)
- 1972–1975 Karl Krolow(inne języki)
- 1975–1982 Peter de Mendelssohn(inne języki)
- 1982–1996 Herbert Heckmann(inne języki)
- 1996–2002 Christian Meier
- 2002–2011 Klaus Reichert
- 2011–2017 Heinrich Detering(inne języki)
- 2017-2023 Ernst Osterkamp(inne języki)
- od 2023: Ingo Schulze

## Działalność

### Posiedzenia
W ciągu roku odbywają się dwa posiedzenia Akademii: wiosną i jesienią, a część z nich jest jawna. Jesienią Akademia zbiera się w swej siedzibie w Darmstadt, konferencje wiosenne organizowane są natomiast w różnych miastach w Niemczech i za granicą.

### Nagrody
Akademia przyznaje rokrocznie pięć nagród. Podczas sesji wiosennej są to: nagroda im. Johanna Heinricha Voßa za przekład oraz nagroda im. Friedricha Gundolfa za popularyzowanie i reprezentowanie niemieckiej kultury w innych krajach. Pozostałe nagrody przyznawane jesienią to: wspomniana nagroda im. Georga Büchnera (najbardziej prestiżowa nagroda literacka w Niemczech), nagroda im. Johanna Heinricha Mercka za esej i krytykę literacką oraz nagroda im. Sigmunda Freuda za prozę naukową. W każdym przypadku to komisja wybiera kandydatów, następnie prezydium podejmuje decyzję o przyznaniu poszczególnych nagród.

### Publikacje
W 2008 r. Akademia zainicjowała projekt „Książki dla Iraku”. Od 2010 r. uczestniczy w badaniach nad współczesnym językiem niemieckim i publikuje raporty na ten temat. Pierwszy z nich pod tytułem Reichtum und Armut der deutschen Sprache (Bogactwo i ubóstwo języka niemieckiego) powstał w 2013 r.